# Isaak (певец)
Исаак Гудериан (нем. Isaak Guderian, род. 31 января 1995), известный просто как Isaak — немецкий певец. Он представлял Германию на конкурсе песни «Евровидение-2024» с песней «Always on the Run».

## Биография
Исаак родился в 1995 году от матери-исландки и отца-немца и вырос в Порте-Вестфалике, Северный Рейн-Вестфалия. В настоящее время он живет в Эспелькампе со своей женой Лорин (не путать с победительницей конкурса песни «Евровидение-2012» и «Евровидение-2023») и двумя детьми.

## Карьера
Гудериан начал свою музыкальную карьеру как уличный музыкант, впоследствии создав группу. В 2011 году он принял участие в телевизионном шоу талантов X Factor, в котором он исполнил хит группы Oasis «Wonderwall».
В 18 лет Гудериан основал собственную компанию по организации местных и альтернативных музыкальных мероприятий. В 2020 году, во время пандемии COVID-19, он начал сочинять музыку, а в 2021 году победил в шоу «Покажи свой талант», что ознаменовало его прорыв. Гудериан принял участие в немецком национальном финале конкурса «Евровидение-2024» с песней «Always on the Run», в итоге получив право представлять страну на конкурсе. В финале конкурса песни, который прошёл 11 мая 2024 года, он занял 12-е место, набрав 117 баллов.

## Дискография

### Синглы
| Заголовок                                                                                  | Год  | Позиции в чартах | Позиции в чартах | Позиции в чартах | Позиции в чартах | Альбом             |
| Заголовок                                                                                  | Год  | GER              | AUT              | LTU              | SWE Heat.        | Альбом             |
| ------------------------------------------------------------------------------------------ | ---- | ---------------- | ---------------- | ---------------- | ---------------- | ------------------ |
| «Too Late»                                                                                 | 2020 | —                | —                | —                | —                | Неальбомные синглы |
| «Sober»                                                                                    | 2020 | —                | —                | —                | —                | Неальбомные синглы |
| «One Life»                                                                                 | 2021 | —                | —                | —                | —                | Неальбомные синглы |
| «Shelter»                                                                                  | 2021 | —                | —                | —                | —                | Неальбомные синглы |
| «Free»                                                                                     | 2021 | —                | —                | —                | —                | Неальбомные синглы |
| «Impact»                                                                                   | 2021 | —                | —                | —                | —                | Неальбомные синглы |
| «Water to the Seed»                                                                        | 2021 | —                | —                | —                | —                | Неальбомные синглы |
| «Finally»                                                                                  | 2021 | —                | —                | —                | —                | Неальбомные синглы |
| «Baby Steps» (совместно с David Puentez)                                                   | 2022 | —                | —                | —                | —                | Неальбомные синглы |
| «Home»                                                                                     | 2022 | —                | —                | —                | —                | Неальбомные синглы |
| «Postcard»                                                                                 | 2023 | —                | —                | —                | —                | Неальбомные синглы |
| «Always on the Run»                                                                        | 2024 | 22               | 69               | 21               | 4                | Неальбомные синглы |
| «—» обозначает запись, которая не вошла в чарты или не была выпущена на данной территории. |      |                  |                  |                  |                  |                    |